# 고기국
고기국(표준어: 고깃국), 육탕(肉湯)은 고기를 넣어 끓인 국이다. 고기를 넣어 끓인 서양식 수프를 고기 수프(--soup)로 부르기도 한다. 소고기국, 돼지고기국, 양고기국, 닭고기국 등이 있다.

## 지역별 고기국

### 아시아
한국에서는 쇠고기로 갈비탕, 곰국, 내장탕, 쇠고기무국, 육개장, 해장국 등을, 돼지고기로 순대국 등을, 닭고기로 닭개장, 닭한마리, 삼계탕 등을 끓여 먹는다. 찌개인 감자탕, 닭볶음탕 등도 있으며, 밥을 넣은 돼지국밥, 국수를 넣은 고기국수, 닭칼국수 등도 있다.

### 유럽
핀란드와 스웨덴에서는 고기와 뿌리채소를 넣어 끓인 국을 각각 리하케이토(핀란드어: lihakeitto)와 셰트소파(스웨덴어: köttsoppa)라 부른다.

## 같이 보기
- 뼈국
- 생선국
- 채소국